# سيدة نساء العالمين
سيدة نساء العالمين هو لقب لفاطمة الزهراء، بنت نبي الإسلام محمد وزوج علي بن أبي طالب، لقّبه النبي بها وقد ورد أنّ مريم بنت عمران وآسيا زوجة فرعون, وخديجة بنت خويلد يُطلق عليهن أيضا لقب سيدة نساء العالمين.

## الروايات حول اللقب
هناك كثير من الروايات الواردة عن النبي محمد حول هذا اللقب وما شابه به، منها:
- رواية المجلسي في بحار الأنوار: «أنّ رسول الله قال : فاطمة سيدة نساء العالمين من الأولين والآخرين، وإنّها لتقوم في محرابها فيسلم عليها سبعون ألف ملك من المقربين، وينادونها بما نادت به الملائكة مريم فيقولون : يا فاطمة إنّ الله اصطفاك وطهرك واصطفاك على نساء العالمين .».[2]
- ورواية عن أبي هريرة، أنه قال: أبطأ عنا رسول الله ﷺ يوما، ثم جاء. فقلنا: يا رسول الله لقد شق علينا تخلفك اليوم. فقال: إن ملكا من ملائكة السماء لم يكن زارني، فاستأذن الله تعالى في زيارتي، فأذن له. كان عندي، ويبشرني أن ابنتي فاطمة سيدة نساء العالمين.[3]
- وكذلك رواية أخرجه أبو عمر النمري في الاستيعاب عن النبي محمد أنه قال: يا بنية أما ترضين أنك سيدة نساء العالمين؟ قالت: يا أبت فأين مريم بنت عمران؟ قال: تلك سيدة نساء عالمها وأنت سيدة نساء عالمك أما والله لقد زوجتك سيدا في الدنيا والآخرة.[4]
- وحديث أخرجه الحاكم وَصححهُ عن عائشة أَن النّبي ﷺ قَال في مرضه لفاطمة: «أَلا ترضين أن تكوني سيدة نساء العالمين وسيدة نساء المؤمنين وسيدة نساء هذه الْأمة».[5]
- ما ورد عن سعيد بن المسيب عن ابن عباس قال : «ان رسول الله ﷺ كان جالساً ذات يوم، وعنده علي وفاطمة والحسن والحسين. فقال: اللهم إنك تعلم ان هؤلاء أهل بيتي وأكرم الناس علي فأحبّ من أحبّهم وأبغض من أبغضهم وأُوالي من والأهم وأُعادي من عاداهم ... إلى أن يقول الرسول في حق فاطمة ... وإنها لسيدة نساء العالمين. فقيل يا رسول الله، أهي سيدة نساء عالمها؟ فقال: ذاك لمريم بنت عمران؛ فأما إبنتي فاطمة فهي سيدة نساء العالمين من الأولين والآخرين، وإنها لتقوم في محرابها فيسلّم عليها سبعون ألف ملك من الملائكة المقربين، وينادونها بما نادت به الملائكة مريم فيقولون: يا فاطمة (إن الله اصطفاك وطهرك واصطفاك على نساء العالمين)».[6][7]
- وفي كشف الغمة للإربلي: « قال رسول الله :حسبك من نساء العالمين مريم بنت عمران وخديجة بنت خويلد وفاطمة بنت محمد وآسيا امرأة فرعون ».[8]

## أفضلية فاطمة الزهراء
ورد في كتاب الأمالي للشيخ الصدوق حديثا حول أفضلية السيدة الزهراء على السيدة مريم، مانصّه: حدثنا محمد بن الحسن بن أحمد بن الوليد، قال حدثنا محمد ابن حسن الصفار، عن العباس بن معروف، عن أبي إسحاق، عن الحسن بن زياد العطار، قال : قلت لأبي عبد الله :قول رسول الله: «فاطمة سيدة نساء أهل الجنة، أسيدة نساء عالمها؟ قال : «تلك لمريم، وفاطمة سيدة نساء أهل الجنة من الأولين والآخرين».

## الهوامش
1. ↑  الدر المنثور في التفسير بالمأثور-السيوطي-ج2-194
2. ↑  بحار الأنوار ,ج43ص 49
3. ↑  شرح الأخبار- القاضي النعمان المغربي- ج3- ص60
4. ↑  مكاتيب الرسول- الشيخ علي الأحمدي الميانجي- ج3- ص672
5. ↑  الخصائص الكبري، السيوطي-ج2- ص464
6. ↑  الأمالي، الشيخ الصدوق- ص393
7. ↑  نور الثقلين- عبد علي العروسي الحويزي- ج1- ص337 -ح131
8. ↑  كشف الغمة ,أبي الفتح الإربلي ,ج2,ص77
9. ↑  الأمالي، الشيخ الصدوق- المجلس 26 ص99